# Hamid Baroua
Hamid Baroua (* 1976) ist ein deutscher Film- und Fernsehproduzent, Creative Producer, Drehbuchautor und Postproduction Supervisor.

## Biographie
Hamid Baroua begann seine berufliche Tätigkeit ab dem Jahr 1999 in der Patrizia AG, bei H5B5 Media AG und im afk TV, gefolgt von einem Studium in der Abteilung V „Produktion und Medienwirtschaft“ an der Hochschule für Fernsehen und Film in München. Nach dem Studium arbeitete er bis 2013 als Producer bei der Bavaria Film in München.
Zu dem deutschen Fernsehfilm Play lieferte er gemeinsam mit Regisseur Philip Koch das Drehbuch und produzierte den Film mit seiner Produktionsfirma Sappralot Productions im Auftrag von BR und Degeto für die ARD.

## Auszeichnungen
- 2020: Preis der Deutschen Akademie für Fernsehen in der Kategorie Drehbuch für Play